# Bobbie Heine Miller
Bobbie Heine-Miller (nacida Esther Laurie Heine; 5 de diciembre de 1909 – 31 de julio de 2016) fue una tenista sudafricana. Nació en Greytown, en la Colonia de Natal. Como Bobbie Heine, ganó el título de dobles en el Campeonato Francés de 1927 junto a Irene Bowder Peacock. En 1929, fue clasificada como la número 5 del mundo. Su hermano fue el jugador de críquet sudafricano Peter Heine.

## Carrera de tenis
Heine aprendió a jugar al tenis por sí misma golpeando la pelota contra la pared de la carnicería de su padre en Winterton. Recibió el apodo de "Bobbie" cuando era jugadora juvenil, cuando, en un torneo, un representante de la Unión Sudafricana de Tenis comentó que la forma redonda de su cara se asemejaba a la de un policía inglés. En 1925, ganó el campeonato individual de Natal a la edad de 15 años.
Heine hizo su primer viaje a Europa en 1927. En mayo, ganó el Campeonato de Surrey en Surbiton, derrotando a Irene Bowder Peacock; juntas ganaron el título de dobles. Nuevamente se asoció con su compatriota Bowder Peacock para ganar el título de dobles en el Campeonato Francés de 1927, su primer y único título de Grand Slam, derrotando a la pareja británica de Peggy Saunders y Phoebe Holcroft Watson en dos sets consecutivos. En el mismo torneo, logró su mejor actuación en individuales en un Grand Slam al llegar a las semifinales, que perdió en tres sets ante la eventual ganadora Kea Bouman. En el Campeonato de Wimbledon de 1927, fue derrotada en la tercera ronda del evento individual en tres sets por Phoebe Holcroft. En dobles, ella y Bowder Peacock llegaron a la final, pero perdieron ante la pareja estadounidense Helen Wills y Elizabeth Ryan en sets consecutivos.
En 1929, en su segundo viaje a Europa, Heine ganó el título individual en el Abierto de Irlanda, derrotando a su compatriota Billie Tapscott en tres sets. Además, ganó el Campeonato Británico de Canchas Duras, saliendo victoriosa de una final muy disputada en tres sets contra Joan Ridley que duró dos horas. En el Campeonato Francés de 1929, fue la segunda cabeza de serie en el evento individual y fue vencida en los cuartos de final por Cilly Aussem en tres sets. Ella y Alida Neave fueron subcampeonas en dobles, perdiendo la final ante Kea Bouman y Lilí Álvarez en sets consecutivos. En Wimbledon ese año, llegó a los cuartos de final de individuales, perdiendo ante la número 1 del mundo y eventual campeona Helen Wills en dos sets. Se perdió el Campeonato de Wimbledon de 1930 debido a un desacuerdo en la programación con la Unión Sudafricana de Tenis de Césped.
A mediados de 1938, realizó su tercer y último viaje a Europa, capitaneando al equipo femenino sudafricano. En junio, perdió la final del torneo de Weybridge en sets consecutivos ante Alice Marble. Ganó los títulos individuales y de dobles en el Campeonato de los Países Bajos en julio, derrotando a Nancye Wynne en la final individual en dos sets. Heine no participó en el Campeonato Francés y perdió en la cuarta ronda de individuales en Wimbledon, nuevamente ante Wills, en un partido muy disputado de dos sets. En dobles, se asoció con su compatriota Margaret Morphew para llegar a la semifinal, donde las eventuales campeonas Sarah Fabyan y Alice Marble prevalecieron en dos sets.
Heine (Miller) ganó el título individual del Campeonato Sudafricano en cinco ocasiones (1928, 1931, 1932, 1936 y 1937). Además, ganó seis títulos de dobles (1930, 1931, 1937, 1938, 1939 y 1947) y cinco títulos de dobles mixtos (1930, 1936, 1937, 1938 y 1939). Una visita final programada a Wimbledon en 1947 terminó prematuramente cuando su avión se estrelló en Egipto. Todos los pasajeros sobrevivieron y Heine-Miller sufrió solo lesiones menores en las piernas, pero su equipo de tenis se perdió en su mayoría.

## Vida personal
El 6 de abril de 1931, se casó con el agricultor Harry Miller (y tomó el apellido Heine-Miller) en Pietermaritzburg y la pareja tuvo un hijo, Des Miller, y una hija, Valerie Miller (más tarde Valerie Staňek). Su esposo murió al final de la Segunda Guerra Mundial en el norte de África durante una operación rutinaria para quitarle las amígdalas. En 1978, emigró a Australia, donde vivían sus hijos, y celebró su 100 cumpleaños en Canberra en 2009. En 2016, a los 106 años, fue una de las ciudadanas más ancianas de Canberra. Miller murió el 31 de julio de 2016 a la edad de 106 años.

## Finales de Grand Slam

### Dobles (1 título, 2 subcampeonatos)
| Resultado | Año  | Campeonato         | Superficie | Compañera            | Oponentes                    | Resultado |
| --------- | ---- | ------------------ | ---------- | -------------------- | ---------------------------- | --------- |
| Victoria  | 1927 | Campeonato Francés | Arcilla    | Irene Bowder Peacock | Peggy Mitchell Phoebe Watson | 6–2, 6–1  |
| Derrota   | 1927 | Wimbledon          | Césped     | Irene Bowder Peacock | Helen Wills Elizabeth Ryan   | 3–6, 2–6  |
| Derrota   | 1929 | Campeonato Francés | Arcilla    | Alida Neave          | Lilí de Álvarez Kea Bouman   | 5–7, 3–6  |